# آنزیم لیپواکسیژناز
آنزیم لیپواکسیژناز یک گروه از آنزیمهای حاوی آهن است که اکسیژناسیون اسیدهای چرب غیراشباع را کاتالیز می‌کند.
fatty acid + O۲ = fatty acid hydroperoxide
آنزیم لیپواکسیژناز در گیاهان، جانوران و قارچها یافت میشود و در واکنشهای بسیاری نقش دارد. اغلب لیپواکسیژنازهای جانوران، لیپواکسیژناز اسیدآراشیدونیک هستند.

Eicosanoid synthesis.

## کارکرد آنزیم
آنزیم فسفولیپاز فسفولیپیدهای غشای سلول (استریفیه) را به اسید آراشیدونیک (غیراستریفیه) تبدیل می کند. سپس آنزیم سیکلواکسیژناز باعث تبدیل اسید آراشیدونیک به پروستاگلاندین H۲ می‌شود که پیشساز سایر پروستاگلاندینها است. آنزیم لیپواکسیژناز موجب تبدیل آرشیدونیک اسید به لکوترینها می شود.
| عدد گروه آنزیم (1.13.11.12) | لیپواکسیژناز                 | (linoleate:oxygen 13-oxidoreductase)    | linoleate + O2 = (9Z,11E,13S)-13-hydroperoxyoctadeca-9,11-dienoate                |
| (EC 1.13.11.31)             | arachidonate 12-lipoxygenase | (arachidonate:oxygen 12-oxidoreductase) | arachidonate + O2 = (5Z,8Z,10E,12S,14Z)-12-hydroperoxyicosa-5,8,10,14-tetraenoate |
| (EC 1.13.11.33)             | arachidonate 15-lipoxygenase | (arachidonate:oxygen 15-oxidoreductase) | arachidonate + O2 = (5Z,8Z,11Z,13E,15S)-15-hydroperoxyicosa-5,8,11,13-tetraenoate |
| (EC 1.13.11.34)             | arachidonate 5-lipoxygenase  | (arachidonate:oxygen 5-oxidoreductase)  | arachidonate + O2 = leukotriene A4 + H2                                           |
| (EC 1.13.11.40)             | arachidonate 8-lipoxygenase  | (arachidonate:oxygen 8-oxidoreductase)  | arachidonate + O2 = (5Z,8R,9E,11Z,14Z)-8-hydroperoxyicosa-5,9,11,14-tetraenoate   |